# Hotel Internacional de Tirana
El Hotel Internacional de Tirana (en albanés: Pesëmbëdhjetëkatësh; Los Quince pisos) es un hotel internacional  ubicado entre la céntrica plaza de Skanderbeg y el bulevar Zogu I en el centro de Tirana, Albania. Originalmente construido en 1979 por la arquitecta Valentina Pistoli en un estilo arquitectónico de la era soviética y llamado Hotel Tirana, es ahora uno de los hoteles más prestigiosos de Albania con un centro de conferencias y  con dos plantas dedicadas a suites ejecutivas. En 2001, el hotel fue renovado por una empresa italiana y ahora es un hotel de 4 estrellas. El Hotel se encuentra junto al Ministerio de Economía, Ministerio de Transporte, Ministerio de Agricultura, Ministerio de Justicia, Ministerio de Defensa, el Banco de Albania, el Museo Nacional y la Ópera y la Galería de Arte.